# Pete Townshend

Het Mod-logo, geïnspireerd op het logo van de RAF

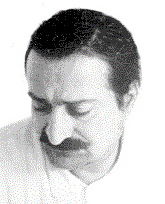
Meher Baba

Peter Dennis Blandford Townshend (Chiswick, Londen, 19 mei 1945) is een Engelse rockgitarist, -zanger, -songwriter en -componist die vooral bekend is door zijn rol als gitarist en belangrijkste songwriter van de Britse rockband The Who.
De carrière van Pete Townshend met The Who beslaat een periode van meer dan veertig jaar, waarin deze uitgroeide tot een van de grootste en invloedrijkste rockbands ter wereld. Townshend schreef in zijn rol als primaire songwriter meer dan honderd nummers voor de elf studioalbums die The Who maakte, bijvoorbeeld de grootste delen van de rockopera's Tommy en Quadrophenia en tientallen nummers die verschenen op singles, bonusnummers op heruitgaven en nummers van verscheidene rariteitencollecties, zoals Odds and Sods. Hoewel hij het bekendste was als gitarist, heeft Townshend op verschillende albums (zowel solo als met de band) ook instrumenten als de basgitaar, drums en piano bespeeld.
Pete Townshend is een volgeling van de Indiase religieuze goeroe Meher Baba, wiens spirituele leringen hem in het openbaar hebben doen afstappen van zijn drugsgebruik. Tijdens zijn solocarrière, waarin hij slechts sporadisch actief is (geweest), kreeg Townshend de kans om te spelen met zowel een van zijn grote helden, John Lee Hooker, als verschillende muzikanten uit de rockwereld, onder wie David Gilmour, Simon Phillips, Pino Palladino en Ronnie Lane.
Townshend is een voorstander en donateur van verschillende liefdadigheids- en andere filantropische doeleinden. Ook omdat zijn gehoor gedurende de afgelopen jaren flink verminderd is als gevolg van uitbundige blootstelling aan harde muziek uit koptelefoons en tijdens concerten, heeft Townshend geholpen om de organisatie Hearing Education and Awareness for Rockers op te starten.
In 2006 bracht hij met The Who het eerste album met nieuw materiaal sinds 25 jaar uit en begon met hen een lucratieve en geslaagde  wereldtournee.

## Biografie

### 1945 – 1964: Jeugd en vroege muziekcarrière
Townshend werd op 19 mei 1945, nog geen twee weken na het einde van de Tweede Wereldoorlog in Europa, geboren in Londen, in een muzikale familie. Zo was zijn vader Cliff een professionele saxofonist in The Squadronaires en zijn moeder Betty een zangeres. Dit zorgde ervoor dat Townshend al op vroege leeftijd kennismaakte met muziek. Toen Townshend in 1956 de film Rock Around the Clock herhaaldelijk gezien had, groeide zijn interesse in de rockmuziek. Dat jaar kreeg hij met Kerstmis van zijn grootmoeder zijn eerste gitaar. Dit instrument heeft hij later afgedaan als een "cheap Spanish thing" (goedkoop Spaans ding).
Townshend werd op het gebied van de gitaarmuziek onder andere beïnvloed door Link Wray, John Lee Hooker, Bo Diddley en Hank B. Marvin van The Shadows.
In 1961 ging hij naar het Ealing Art College in Londen en vormde een jaar later met zijn oud-klasgenoot van de Acton Grammar School John Entwistle zijn eerste bandje, The Confederates, een Dixielandduo, met Townshend op de banjo en Entwistle op de hoorn. De twee speelden later nog in andere formaties, waaronder The Aristocrats en The Scorpions.
Roger Daltrey, toen nog lasser, was destijds leadgitarist bij de iets succesvollere Detours, die skiffle/rock-'n-roll speelden. Nadat hij Entwistle uitgenodigd had om in zijn band te komen spelen, vroeg Daltrey op aanraden van Entwistle of Townshend geïnteresseerd was om bij hem in de band te komen spelen. Townshend ging akkoord en Entwistle, Daltrey en hij zaten voor het eerst samen in één line-up, met Doug Sandom achter de drums en Colin Dawson als zanger. Nadat Daltrey Dawson de laan uit stuurde, ging hij zich concentreren op de zang en schoof Townshend door van slaggitarist naar leadgitarist. In 1964 veranderden The Detours hun naam in The Who en niet lang daarna verliet Doug Sandom de band omdat hij volgens Townshend niet goed genoeg drumde, waarna Keith Moon geïnstalleerd werd als drummer, wat de originele bezetting van The Who completeerde.
De band kwam in die tijd onder de hoede van Peter Meaden, die reeds sinds 1961 een diehard Mod was, die de band overhaalde om zijn naam te veranderen in The High Numbers, wat meer Mod was. Onder deze naam brachten zij één single uit ("Zoot Suit"), maar al snel werd Meaden uit de band gezet, waarna ze twee nieuwe managers aantrokken, Chris Stamp en Kit Lambert, en hun naam weer in The Who veranderden.

### 1964 – 1970: Doorbraak van en hoogtepunten met The Who
Na de naamswijziging schreef Townshend enkele singles voor de band, waaronder de hits "I Can't Explain", "My Generation", "Substitute", "Happy Jack" en "Pictures of Lily", waarmee hij pionierde met het experimenteel gebruik van feedback. Deze singles combineren de ironische en snuggere songteksten met harde, soms zelfs wrede muziek, een combinatie die later bekend zou komen te staan als het handelsmerk van de band. Tijdens liveoptredens komt het nogal eens voor dat Townshend concerten onderbreekt met langdradige introducties van de nummers, maar het feit waar Townshend vooral bekendheid mee verworven heeft, is het stuksmijten van zijn gitaren op het podium, alvorens ze in een versterker en bijbehorende kabinets te deponeren. Hoewel het eerste geval van het stukslaan van een gitaar een 'ongeluk' was, werd het molesteren van instrumenten, versterkt door pyrotechnische effecten, een 'normaal' onderdeel van de optredens van The Who. Townshend, die altijd welbespraakt is in interviews, schreef deze 'creatieve uitspattingen' later toe aan de theorieën van de Duits/Britse kunstenaar Gustav Metzger over Auto-destructive art (zelfvernietigende kunst), met wie hij, zoals gebleken is, op school in contact was gekomen. In zijn latere jaren meende Townshend dat de motivatie voor het kapotmaken van gitaren en het geven van de energieke optredens meer een gevolg was van jeugdige woede, die hij reeds lange tijd ontgroeid was. Een voorbeeld van deze energieke optredens is de roemruchte uitvoering van "My Generation" bij Smothers Brothers Comedy Hour, waarbij Keith Moon zijn drumstel liet ontploffen met iets meer explosieven dan van tevoren afgesproken was. Townshend stond op dat moment op luttele meters afstand.
Een ander aspect van Townshends liveoptredens is het gebruik van zijn windmolentechniek, waarbij hij met zijn rechterarm als een windmolen zwaait om de gitaar te bespelen.
Townshend is een volgeling van de Indiase religieuze goeroe Meher Baba, die de elementen van Vedanta, Soefisme en mystieke scholen combineerde. Baba's leringen waren een bron van inspiratie voor zijn werken, waaronder Tommy en het onvoltooide Who-project Lifehouse. Het nummer "Baba O'Riley", dat geschreven werd voor Lifehouse, maar verscheen op Who's Next, is gebaseerd op een aantal vitale gegevens van Baba, gecombineerd met een muzikaal ritme van de minimalistische componist Terry Riley. Daarmee bewerkstelligde hij de introductie van de synthesizer als een rockinstrument. Townshend bewerkte gedurende zijn gehele carrière het concept van het vertellen van verhalen op een geheel album en blijft hierdoor de musicus die het meest geassocieerd wordt met de rockopera. Hij liet een uitzonderlijk talent voor de gitaar zien en is een invloedrijke gitarist, die een unieke stijl heeft ontwikkeld, die de aspecten van zowel slag- als leadgitaar combineert (zie kopje Muziekstijl). Op veel nummers zijn de piano- en keyboardtracks ingevuld door Townshend zelf, hoewel de zwaardere pianonummers normaal gesproken werden ingevuld door gastmuzikanten als Nicky Hopkins en Chris Stainton.

### 1971 – 1999: Solocarrière en tournees met The Who
Afgezien van zijn rol als leadgitarist van The Who, is Pete Townshend sporadisch actief geweest als solomuzikant. Tussen 1969 en 1971 gaf Townshend samen met een aantal andere trouwe volgelingen van Baba een drietal aan het werk van de goeroe gewijde albums uit (I Am, Happy Birthday en With Love). Om het bootleggen de kop in te drukken, stelde hij zijn persoonlijke hoogtepunten samen (net als "Evolution"), en gaf ze in 1972 uit als zijn eerste album Who Came First, dat een middelmatig succes werd. Het album is een weergave van zijn akoestische talent en een aantal demo's van nummers van The Who. Hoewel Baba's onderricht vereist dat er een volledige afstand gedaan wordt van drugs, heeft Townshend verschillende publieke ruzies gehad over zijn recreatieve drugsgebruik. Hij gebruikte cocaïne en pillen en zijn zware alcoholgebruik en een overdosis heroïne deden hem in 1981 bijna het loodje leggen. Townshend is vaak publiekelijk wanhopig geweest over zijn excessieve drugs- en alcoholconsumptie in de jaren zeventig en tachtig.
Verder werkte hij samen met Ronnie Lane, de bassist van The Faces, die net als Townshend een aanhanger was van Meher Baba op het duetalbum Rough Mix (1977). Townshends solodoorbraak kwam na het overlijden van Keith Moon in 1978, toen hij in 1980 Empty Glass uitgaf, met de top-10-single "Let My Love Open the Door". Deze uitgave werd gevolgd door All The Best Cowboys Have Chinese Eyes (1982) met het radionummer "Slit Skirts". Na in 1982 een tour met The Who te hebben gedaan, deed Townshend in 1983 een poging tot het schrijven van een nieuw studioalbum, dat Warner Brothers Records nog tegoed had. The Who had namelijk van 1980 tot 1983 een contract lopen bij deze platenmaatschappij. Tegen het einde van dat jaar verklaarde Townshend daarentegen dat hij het niet voor mogelijk hield om genoeg materiaal te creëren dat aan zijn kwaliteitseisen zou kunnen voldoen. Daarop liet hij in december 1983 een persbericht uitgaan, waarin hij verklaarde The Who te verlaten. De rest van de jaren tachtig en negentig experimenteerde Townshend met het rockoperaconcept en vergelijkbare concepten, wat resulteerde in White City: A Novel (1985), The Iron Man: A Musical (1989) en Psychoderelict (1993), die allen gebaseerd zijn op een verhaal. Townshend kreeg verder ook de kans om te spelen met zijn held Hank Marvin tijdens Paul McCartneys Rockestra-sessies, samen met verschillende andere rockmuzikanten, waaronder David Gilmour, John Bonham en Ronnie Lane.
Townshend heeft als soloartiest eveneens livealbums uitgegeven, waaronder een waarop hij speelde met een door hem samengestelde supergroep Deep End, met wie hij slechts twee concerten en een televisieoptreden uitvoerde. In 1984 publiceerde Townshend een verzameling korte verhalen, getiteld Horse's Neck. Hij is ook bezig met een autobiografie. In 1993 schreven en regisseerden hij en Des MacAnuff de Broadwayversie van het Who-album Tommy, net als een minder succesvolle musicalproductie van zijn soloalbum The Iron Man, gebaseerd op het boek van Ted Hughes. MacAnuff en Townshend produceerden later samen de geanimeerde film The Iron Giant, ook gebaseerd op het verhaal van Hughes.
In 1989 steunde Townshend de oprichting van de niet-commerciële organisatie H.E.A.R. (Hearing Education and Awareness for Rockers). Townshend zelf is gedeeltelijk doof en lijdt aan tinnitus als gevolg van enorme blootstelling aan luide muziek uit koptelefoons en het hoge volume tijdens Who-concerten. Een voorbeeld hiervan is het optreden op 31 mei 1976 op de Charlton Athletic Football Ground, dat voor meer dan een decennium lang geregistreerd stond in het Guinness Book of Records als het luidste concert ooit, met een geluidssterkte van 126 dB op 32 meter van het podium. Ook het optreden tijdens het Smothers Brothers Comedy Hour heeft bijgedragen aan de tinnitus.
Door de jaren heen had The Who succes en bleef succes hebben, ondanks het overlijden van twee van de originele leden. The Who wordt door veel rockcritici beschouwd als een van de beste en invloedrijkste livebands in de tijdsspanne tussen de late jaren zestig en vroege jaren tachtig, als gevolg van een unieke combinatie van een enorm geluidsniveau, showtalent, een grote variëteit aan rockbeats en rockmuziek die ergens in het midden tussen bladmuziek en improvisatie ligt. Ook in 1989 kwam The Who weer tijdelijk bijeen om ter gelegenheid van de 25ste verjaardag van Tommy een tournee te doen. In 1996 en 1997 gebeurde dit eveneens, maar toen werd er een Quadrophenia-tournee gehouden en na een pauze van twee jaar ging The Who weer volop op tournee.

### 2000 – heden: Officiële waarschuwing en comeback van The Who

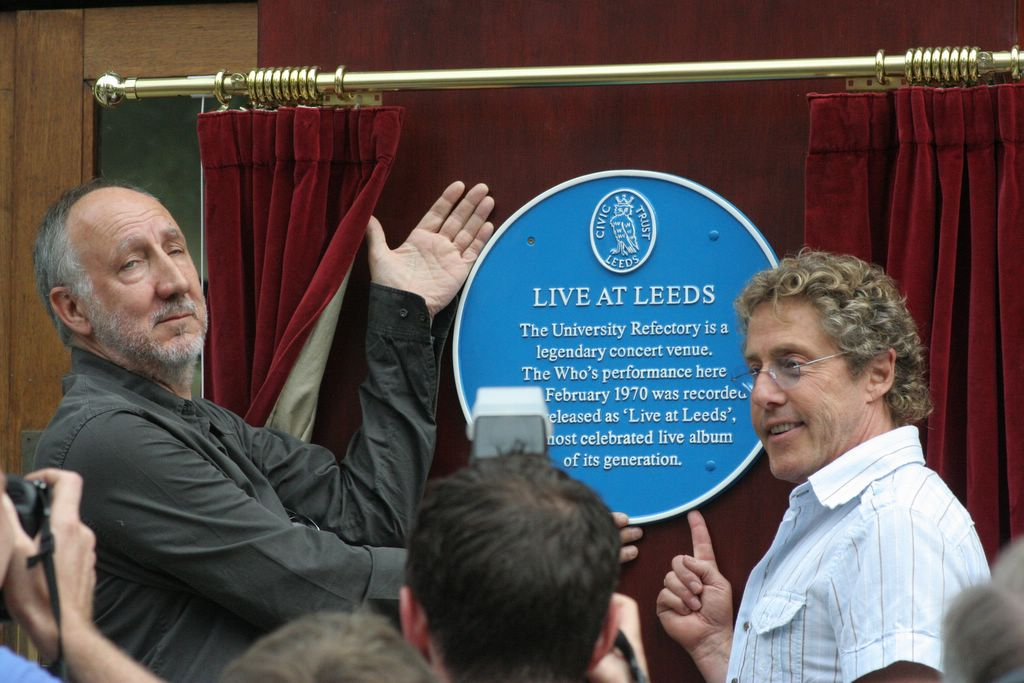
Jubileumherdenking van Live at Leeds

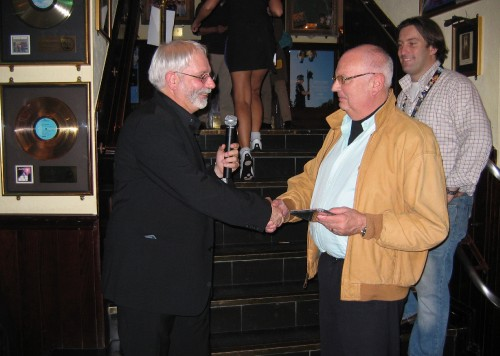
Paul de Kievit (l) overhandigt Endless Wire aan Freddy Haayen

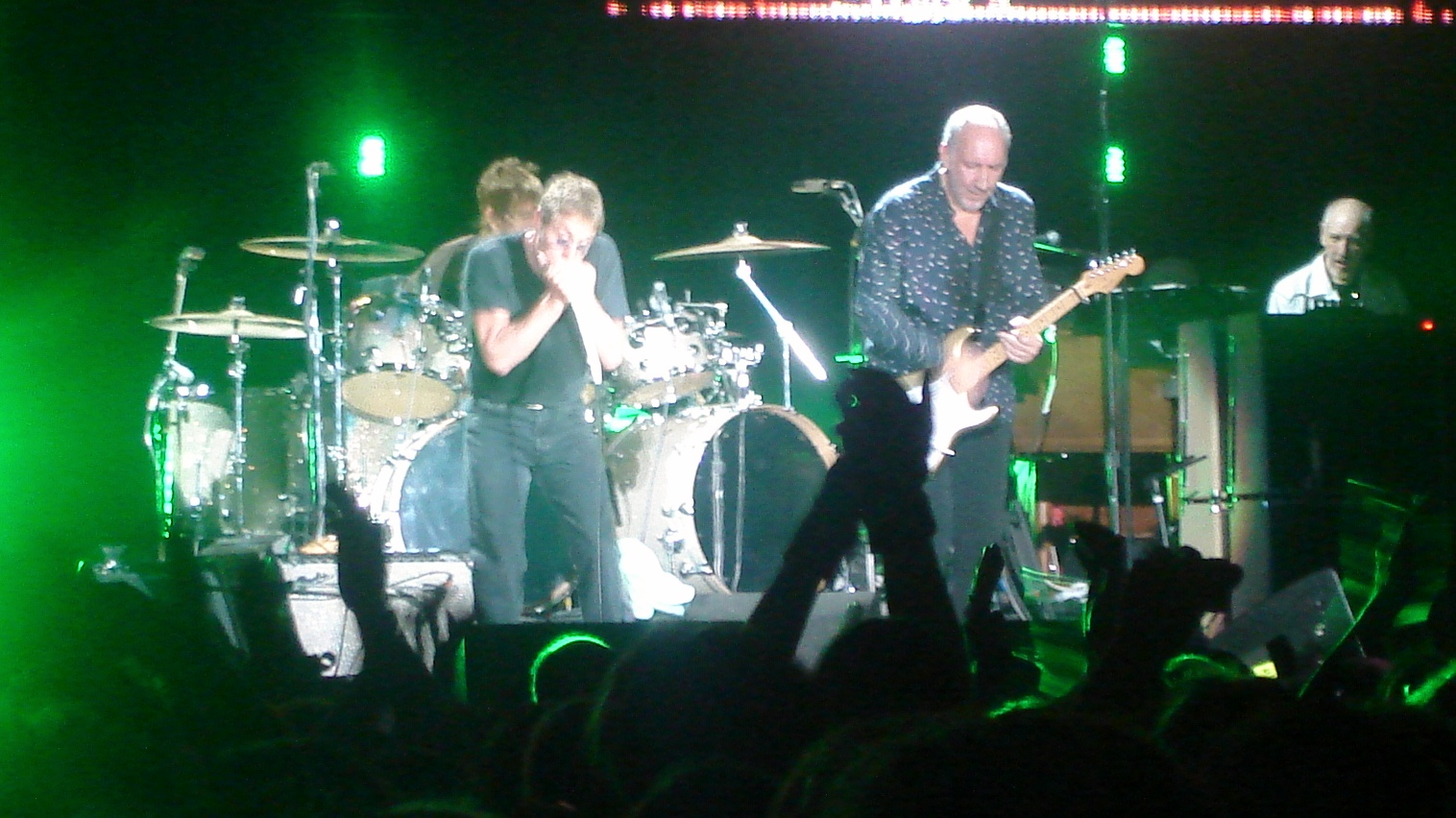
The Who in 2007 in Ahoy', Rotterdam

In 2000 scheidde Townshend van Karen Astley (de dochter van componist Ted Astley), die hij leerde kennen toen hij nog op de kunstacademie zat. Het stel trouwde in 1968 en ging uiteen in 1994. De twee hebben samen drie kinderen, Emma (1969), die een singer-songwriter is, Aminta (1971) en Joseph (1989). Gedurende lange tijd heeft Townshend noch bevestigd, noch ontkend dat hij biseksueel was. Desalniettemin vertelde hij in 2002 in een interview met Rolling Stone Magazine dat hij een aantal homoseksuele experimenten heeft gedaan in de jaren zestig, maar toch heteroseksueel is.
In 2003 werd Townshend door de politie officieel gewaarschuwd omdat in Operation Ore bekend was geworden dat hij zijn creditcard gebruikt had om toegang te krijgen tot een website met kinderporno. Hij stelde later echter in de pers en op zijn persoonlijke website dat hij toegang zocht om onderzoek te verrichten voor A Different Bomb (een reeds afgeblazen boek gebaseerd op een essay tegen kinderporno, dat in januari 2002 gepubliceerd werd op zijn website), en zijn autobiografie en als een deel van zijn campagne tegen kinderporno. De politie doorzocht zijn huis en nam veertien computers en andere persoonlijke spullen in beslag. Na een forensisch onderzoek dat vier maanden duurde, gaf de politie toe dat er geen bewijsmateriaal was gevonden van kindermisbruik. Vervolgens deelde de politie een waarschuwing uit in plaats van een beschuldiging: "Na vier maanden onderzoek door medewerkers van Scotland Yards kinderbeschermingsorganisatie, werd vastgesteld dat dhr. Townshend niet in het bezit was van enige gedownloade kinderporno." In een verklaring die door zijn raadsman naar buiten gebracht werd, zei Townshend "Ik accepteer dat ik een fout maakte door die site te bezoeken, waarmee ik de wet overtrad, en daarom begrijp ik dat ik van de politie een waarschuwing heb gekregen." Na het ontvangen van zijn waarschuwing werd Townshend voor vijf jaar opgenomen in het register voor gewelds- en zedendelinquenten. Dit heeft normaal gesproken een reisverbod tot gevolg, maar in het geval van Townshend zijn deze restricties ingetrokken, wat het voor hem mogelijk maakte om zowel met The Who als alleen over de gehele wereld te toeren.
Een andere onderzoeker beweerde dat Townshend "onterecht beschuldigd" was. Na het onderzoeken van exemplaren van de harde schijven en het traceren van Townshends acties, schreef onderzoeksjournalist Duncan Campbell in PC Pro-magazine dat Townshend "onder druk van de media, die de beschuldiging compleet vastlegden, dingen heeft toegegeven die hij helemaal niet gedaan heeft". Campbell zegt dat het complete bewijsmateriaal tegen Townshend alleen bestaat uit zijn toegang tot één bepaalde website, die niet gerelateerd was aan kinderporno.
In februari 2006 maakte The Who een grote wereldtournee bekend om het eerste nieuwe album sinds 1982 te promoten. Townshend publiceerde een semiautobiografisch verhaal genaamd The Boy Who Heard Music in een serie korte episodes op zijn blog, die begon in september 2005 en inmiddels gestopt is. De website van de blog is inmiddels niet meer in handen van Townshend. Op 25 februari 2006 vertelde Townshend dat hij in juni een miniopera gebaseerd op de novelle (later getiteld Wire & Glass) zou uitgeven. In oktober datzelfde jaar gaf The Who een compleet nieuw album uit, genaamd Endless Wire, waar de miniopera in verwerkt is.
Een productie van de rockopera The Boy Who Heard Music debuteerde als een deel van het Powerhouse Summer Theater van Vassar College in juli 2007.

## Uitrusting

### Gitaren

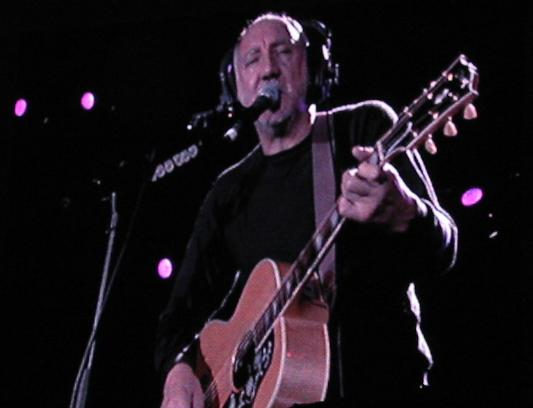
Gibson J-200

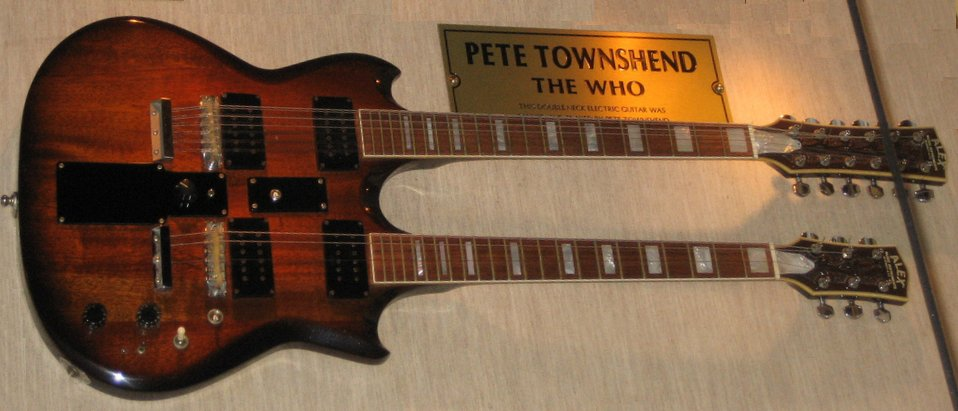
Gibson EDS 1275-model

Toen The Who nog in de kinderschoenen stond, speelde Townshend voornamelijk op zes- en twaalfsnarige semiakoestische Rickenbackers (vooral het Rose Morrismodel met f-gaten). Vanaf het moment dat het kapotsmijten van gitaren een normaal fenomeen werd tijdens Who-concerten stapte Townshend echter over naar duurzamere en veerkrachtigere (en soms zelfs goedkopere) gitaren om te smijten. Later in de jaren zestig begon Townshend met het bespelen van de Gibson SG, wat hij bijna 'exclusief' deed. Hij gebruikte deze gitaren op Woodstock en het Isle of Wight Festival van 1969 en 1970.
In 1972 veranderde Gibson het ontwerp van de SG Special die Townshend gebruikte, waardoor hij overstapte op andere gitaren. Gedurende bijna de gehele rest van de jaren zeventig maakte hij gebruik van de Gibson Les Paul Deluxe, die hij nummerde. Een aantal van de Les Pauls had slechts twee mini-humbuckerelementen en andere waren gemodificeerd met een derde element. De Les Pauls worden gebruikt in de rockumentaire The Kids Are Alright, hoewel hij in de studio vaak een Gretsch gebruikte, voornamelijk op Who's Next.
Tijdens de jaren tachtig gebruikte Townshend voornamelijk Rickenbackers en Telecaster-style modellen die voor hem door Schecter en andere gitaarbouwers werden gemaakt. Tegen het einde van de jaren tachtig begon Townshend met het bespelen van de Fender Eric Clapton Signature Stratocaster met Lace-Sensor-pickups, die hij zowel live als in de studio gebruikte. Sommige van zijn Stratocastergitaren zijn gemodificeerd en hebben een piëzo-elementsysteem om een akoestisch effect toe te voegen aan het gitaargeluid. Dit systeem wordt bediend door een extra volumeknop aan de achterkant van de gitaarbrug. In 2017 bracht Fender een gelimiteerde oplage "Pete Townshend signature Stratocasters" op de markt met deze zelfde eigenschappen.
Townshend gebruikte en gebruikt ook een flink aantal andere elektrische gitaren, waaronder verschillende Gretsch-, Gibson- en Fendermodellen. Hij heeft ook gebruikgemaakt van de akoestische gitaren van Takamine en de Gibson J-200. Eén Gretsch was een vintagemodel dat hij gekregen had van Joe Walsh.
Er zijn verschillende "Pete Townshend signature"-gitaren van Gibson, waaronder de Pete Townshend SG, Pete Townshend J-200 en drie verschillende Pete Townshend Les Paul Deluxes. De SG was een gelimiteerde editie en werd verkocht in speciale roadcases met een echtheidscertificaat, getekend door Townshend zelf. Verder zijn er nog Pete Townshend Rickenbackers en Pete Townshend Schecters op de markt gebracht.
Hij heeft ook de Gibson ES-335 bespeeld, waarvan hij er een heeft gedoneerd aan het Hard Rock Cafe. Townshend gebruikte ook een Gibson EDS 1275 met een dubbele hals in 1968 en een Fender XII-gitaar voor de studio-opnamen van 12-snarige delen van de rockopera Tommy.

### Stukgesmeten gitaren
Pete Townshend heeft in zijn carrière een reputatie opgebouwd voor het stuksmijten van gitaren. Hieronder staat in alfabetische volgorde een (onvolledig) overzicht van de gitaren die Townshend kapotsmeet tijdens zijn optredens:
- Coral Hornet
- Danelectro
- Fender Eric Clapton Stratocaster
- Fender Jazzmaster
- Fender Stratocaster
- Fender Telecaster
- Gibson ES-335
- Gibson ES-345 Stereo
- Gibson Firebird VII reverse-body
- Gibson J-200
- Gibson Les Paul Deluxe
- Gibson Les Paul Junior
- Gibson Les Paul Special
- Gibson SG
- Gibson SG Special
- Gretsch Chet Atkins
- Rickenbacker Rose Morris
- Schecter Telecaster
- Vox Cheetah V267

### Versterkers en de invloed hierop

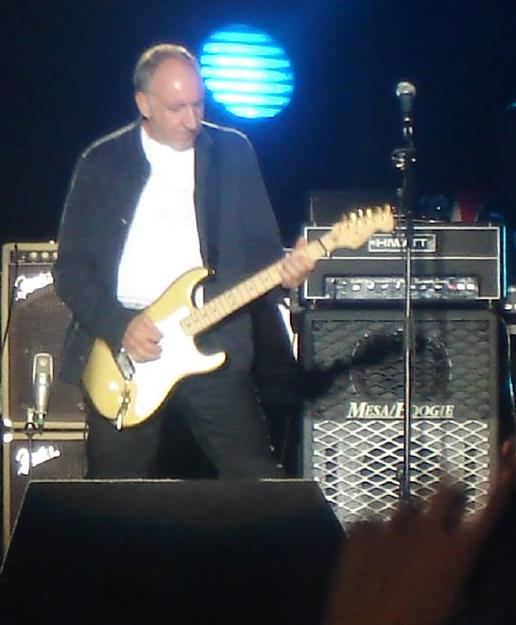
Townshend met de Fender Vibro-Kings (l) en Hiwattversterker met MESA/Boogie-cabinet (r)

Omdat het muzikale geluid van The Who bij elk album veranderde en het publiek steeds groter werd, veranderde de versterking regelmatig. Townshend veranderde zijn instellingen tijdens bijna elke tournee, John Entwistle deed dat zelfs nog vaker.
In de jaren zestig waren Townshend en Entwistle verantwoordelijk voor de ontwikkeling en de verspreiding van Marshall-stacks (opeengestapelde speakers). Entwistle begon hiermee om boven Keith Moons drumwerk uit te komen en Townshend moest op zijn beurt ook de stacks gebruiken om boven de bassist uit te komen. Na contact met Jim Marshall besloot men om 100W-versterkers te maken. Voordat de band echter met deze versterkers speelde, had Townshend een Fender Bassman en Entwistle een Marshall JTM45 (beide ±50W). In de tijd dat de meeste bands per versterker slechts 50-100W gebruikten, gebruikte The Who Twin-stacks (twee gekoppelde versterkers), waardoor zowel Townshend als Entwistle met 200W speelde. Hoewel The Who min of meer heeft bijgedragen aan het ontwikkelen van de klassieke Marshallversterkers, schakelde de band over naar een andere fabrikant die aan hun specifieke eisen kon voldoen.
In 1967 ruilde Entwistle zijn Marshall-stacks om voor Sound City-versterkers en snel daarna volgde Townshend. Toen vroeg de band aan Dallas Arbiter, de maker van Sound City, of er een paar kleine aanpassingen gemaakt zouden kunnen worden. Het verzoek werd genegeerd, waarop Dave Reeves het verzoek honoreerde en aan de wensen van Townshend voldeed. Niet lang daarna werd de Hiwattversterker geboren, in eerste instantie vrijwel een kopie van de Sound City L100, maar later omgedoopt tot de Hiwatt DR103. Townshend gebruikte deze versterker vanaf 1970 vrijwel onafgebroken over een periode van bijna dertig jaar.
Vanaf ongeveer 1998 maakt Townshend gebruik van de Fender Vibro-King-versterker en af en toe nog de Hiwattversterker met een MESA/Boogie-cabinet. Overigens gebruikt hij vaak MESA/Boogie-voorversterkers voor de akoestische gitaar.

## Muziekstijl

### Gitaar

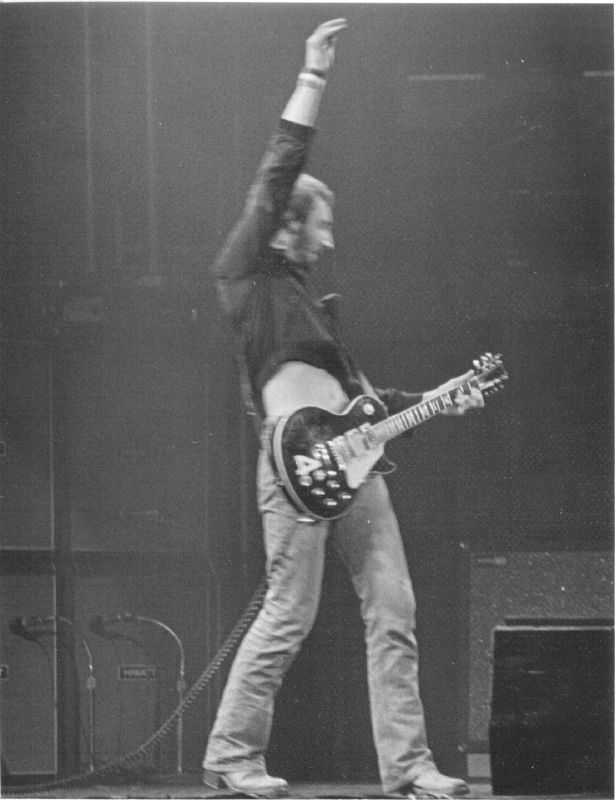
Pete Townshend in windmill-style

Hoewel Townshend volgens onder andere The Sunday Times tot de beste sologitaristen ter wereld behoort, wordt hij ook geroemd als slaggitarist. Hij was op het eerste album van The Who, genaamd My Generation, innovatief door het gebruik van distortion en feedback, met name op het titelnummer. Met uitzondering van de rauwe gitaarklanken in Rumble van Link Wray was zulke krachtige gitaarmuziek tot die tijd nog geheel onbekend, zoals ook beaamd door Ritchie Blackmore in een interview met International Musician and Recording World: "he inspired me, because he was the first one ever to use distortion, it was unheard of in those days (1964), and he did a distortion solo in Anyway, Anyhow, Anywhere". Townshend baande op deze manier de weg voor de steeds agressiever wordende gitaarsounds aan het einde van de jaren zestig en het begin van de jaren zeventig, die door toedoen van Jimi Hendrix en de band Cream uiteindelijk tot de ontwikkeling van de muziekstijlen Hardrock en Heavy Metal leidden. Hendrix oriënteerde zich overigens niet alleen op Townshends gitaarspel, maar ook op zijn liveoptredens, waarbij niet zelden een gitaar sneuvelde. Daarnaast staat Townshend erom bekend tijdens de liveoptredens zijn inmiddels 'authentieke' windmill-stijl (waarbij hij met zijn rechterarm als een windmolen tegen de gitaarsnaren slaat) toe te passen, waarmee hij zelfs een keer zijn hand verwondde. Toen interviewer Tommy Smothers hem ooit vroeg waar hij zo gitaar had leren spelen, antwoordde Townshend: "Bij het bowlen". Dit werd later door hem weer ontkracht toen hij in een reportage over the Who vertelde dat hij zijn windmolentechniek eerder had gezien bij Keith Richards, toen deze zich aan het opwarmen was voor een optreden. Pete verontschuldigde zichzelf later bij Keith, maar deze wist er niets meer van. Ook typerend aan Townshends manier van spelen en componeren is dat hij erg veel sus-akkoorden gebruikt die hij lang niet altijd laat oplossen. Het komt vaak voor dat hij sus-4 en sus-2 akkoorden afwisselt en nooit naar het zuivere grondakkoord gaat.
Op de latere platen van de band (waaronder Tommy) demonstreert Townshend zijn akoestische talent, dat opgebouwd is uit elementen van de flamenco en de rockmuziek. Befaamd zijn ook zijn lange solistische slaggitaarimprovisaties op het livealbum Live at Leeds.
Ook zijn solo's zijn bijzonder. Degene die een liveopname van The Who ziet of hoort, moet het opgevallen zijn dat Townshends solo's extreem snel en ongewoon zijn, waarbij hij vaak de open bassnaren laat doorklinken en terugkaatsen als achtergrond door dicht bij de versterker te gaan staan, een techniek die Brian May zou beïnvloeden. Toch passen deze solo's goed in de structuur van de nummers van de band.
Voorbeelden:
- "My Generation" (My Generation – slaggitaar met distortion en feedback)
- "Pinball Wizard" (Tommy – cleane slaggitaar met een flamencoachtig intro op akoestische gitaar)
- "Who Are You" (Who Are You – akoestische solo)
- "Eminence Front" (It's Hard – solo elektrische gitaar)

### Keyboard
Townshends vaardigheden op het keyboard zijn ook niet de minste. Met verschillende orgels en synthesizers componeerde hij onder andere het album Who's Next, een van de beste albums aller tijden. In "Baba O'Riley" en "Won't Get Fooled Again" zijn deze synthesizertracks te horen. In beide nummers treedt de synthesizer als het ware naar voren als een 'leadinstrument'. Bij Baba O'Riley werd de synthesizer overigens door een door hem geprogrammeerde hardware sequencer aangestuurd en dus niet daadwerkelijk bespeeld.

### Songteksten en religie
Zijn vroege nummers gaan over de zorgen en misère van de Britse arbeidersjeugd (met name de Mods) en het afzetten tegen de oudere generatie. Daarnaast was Townshend een pionier op het gebied van de rockopera. Hij schreef op het album A Quick One (1966) voor wellicht de eerste keer in de geschiedenis van de rockmuziek een verhaal, dat aan elkaar gepraat werd door middel van kleine nummers: "A Quick One While He's Away".

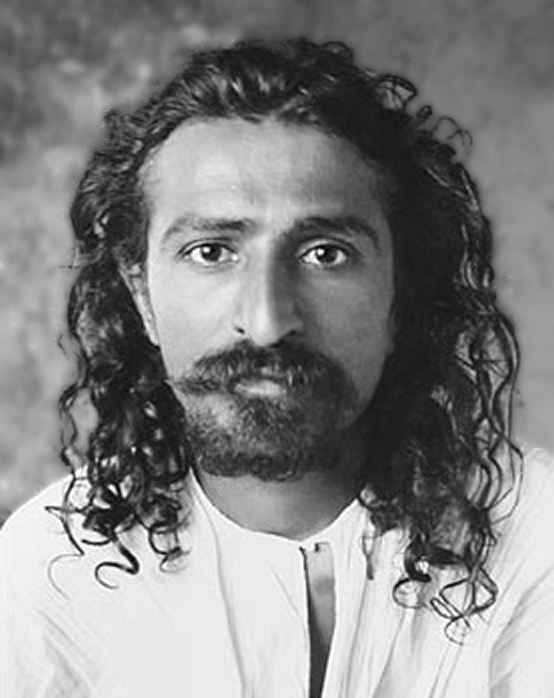
Meher Baba in 1925

Tot ongeveer begin 1968 toonde Townshend geen duidelijke voorkeur voor enige religie en slechts enkelen geloofden dat de geweldzuchtige gitaarsmijter in het geheim een acoliet was. Vanaf dat moment begon Townshend zich echter actiever te interesseren voor spirituele ideeën en in januari nam The Who het nummer "Faith in Something Bigger" (Odds and Sods) op. Later in die maand, toen de band door Australië en Nieuw-Zeeland toerde, maakte Townshend door toedoen van The Small Faces-bassist Ronnie Lane kennis met de geschriften van de Indiase "perfect master" Meher Baba.
Townshend las in april van datzelfde jaar plotsklaps alle geschriften van Meher Baba en noemde zichzelf een volgeling van Baba. In die tijd creëerde Townshend, die al twee jaar naar een basis voor een rockopera zocht, een verhaal geïnspireerd op de leringen van Baba en andere Indiase spiritualisten dat hij Tommy noemde. Hij is daarmee een van de eersten die een albumlange rockopera gemaakt heeft, een jaar na S.F. Sorrow van The Pretty Things, dat vermoedelijk de eerste rockopera met een dergelijke lengte was.
Tommy betekende voor The Who meer dan alleen een opleving van hun carrière (die gematigd succesvol was, maar zo een enorme impuls kreeg), het was ook een keerpunt van vernieuwing voor Townshends songteksten. Het tot zich nemen van de spirituele teksten zorgde voor een positieve wind door zijn repertoire. Toch maakte Townshend, in tegenstelling tot andere openlijk spirituele rockhelden wier muziek dogmatisch werd na hun bekering, slechts op subtiele wijze gebruik van een religieus stempel op zijn werk. Een reden hiervoor zou kunnen zijn dat zijn liefde voor deze nieuwe religie niet gedeeld werd door de andere bandleden. Zij waren tolerant tegenover Townshends geloof, maar zagen het niet zitten om spreekbuis te worden van een bepaalde religie. Een aantal van de duizenden fans die in Europa en Amerika de stadions volpakten, kregen de religieuze boodschap in verschillende nummers mee. "Bargain", het middenstuk van "Behind Blue Eyes" (beide Who's Next) en "Listening To You" van Tommy waren allemaal oorspronkelijk geschreven als gebeden, "Drowned" van Quadrophenia en "Don't Let Go The Coat" van Face Dances zijn gebaseerd op uitspraken van Meher Baba, het refrein "who are you, are you, are you.." is gebaseerd op Sufi-gezangen en "Let My Love Open The Door" is geen bericht van een geliefde, maar van God.

## Liefdadigheidswerk

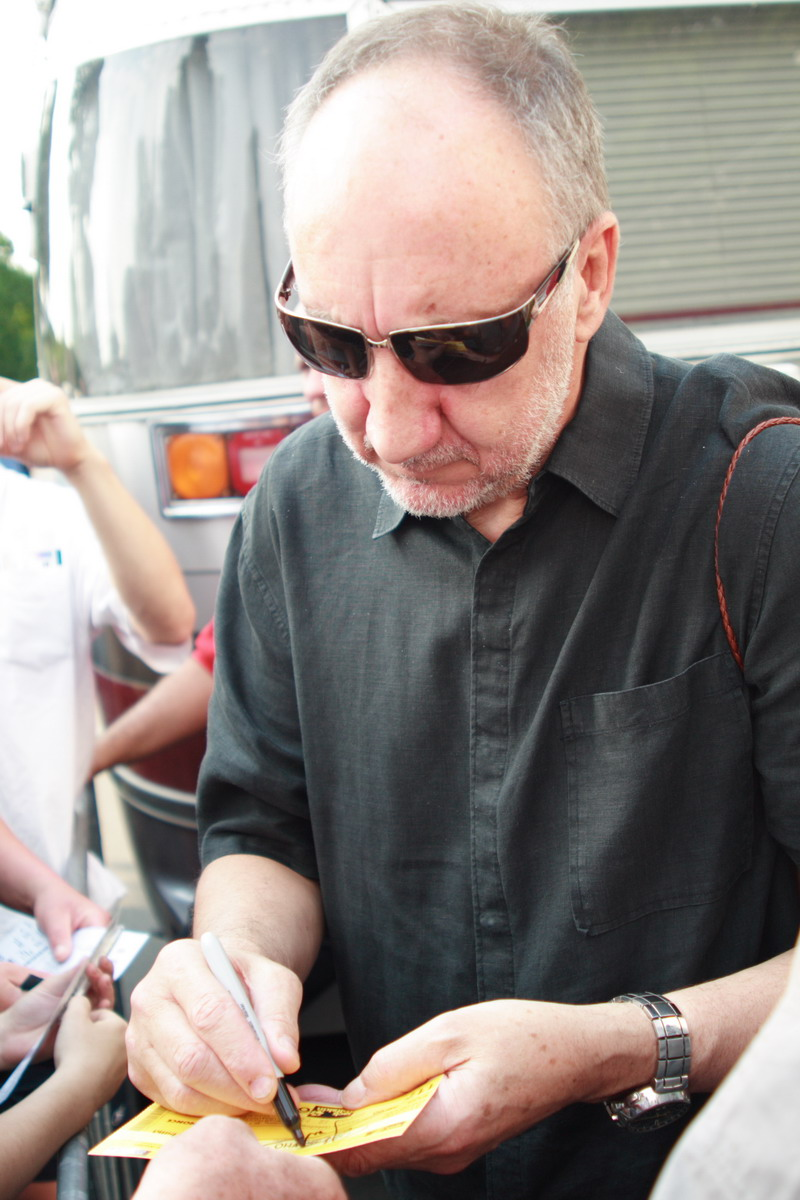
Pete Townshend deelt handtekeningen uit in Bonn

Pete Townshend heeft – zowel als soloartiest als met The Who – gedurende zijn carrière een lange historie verworven in verschillende goede doelen en andere filantropische fondsen. Zijn eerste soloconcert bijvoorbeeld gaf hij in 1974 als een benefietconcert voor het Camden Square Community Play Center.

### Religie
Het eerste publieke voorbeeld van Townshends betrokkenheid bij goede doelen is de relatie die hij opbouwde met het Meher Baba Genootschap in Richmond. In 1968 schonk Townshend zijn voormalige appartement aan de Wardour Street aan het genootschap. Het volgende jaar verhuisde het genootschap naar een ander appartement van Townshend, namelijk aan Eccleston Square, het voormalige huis van zijn toenmalige vrouw Karen. In 1969 en 1972 produceerde Townshend twee gelimiteerde albums, Happy Birthday en I Am, voor het Londense Babagenootschap. Dit leidde in 1972 tot de uitgifte van Who Came First, met een bredere uitgifte, waarvan wederom vijftien procent gedoneerd werd. Een latere gelimiteerde uitgifte, With Love, werd uitgegeven in 1976. Een gelimiteerde boxset van alle drie de uitgiftes op cd, Avatar, werd in 2000 uitgegeven, waarvan alle winst naar Avatar Meher Baba Trust in India ging.
In juli 1976 opende Townshend Meher Baba Oceanic, een Londens activiteitencentrum met een bioscoop, een opnamestudio en een ruimte waarin Babavolgelingen films kunnen nasynchroniseren en aanpassen. Het centrum werd een ontmoetingsplaats voor de volgelingen. Het centrum bood voor £1 per nacht plaats aan Amerikaanse volgelingen die een overnachting nodig hadden voor hun pelgrimstocht naar India. "Ik was al een aantal jaar aan het stoeien met het idee om een Londens huis te openen gewijd aan Meher Baba," schreef hij in een artikel in Rolling Stone uit 1977. "In de acht jaar dat ik hem nu volg, heb ik slechts stuivertjes gedoneerd aan fondsen om de wensen van de Meester uit te voeren en ik besloot dat het tijd was om actie te ondernemen. The Who had een goed doel opgericht dat bij mij het gevoel deed groeien dat Meher Baba mij liever geld had zien geven aan de armen dan aan een of ander stichting of een ander zogenaamd 'spiritueel centrum'."
Townshend raakte ook betrokken bij een project dat zich heeft toegespitst op het verzamelen, restaureren en onderhouden van aan Meher Baba gerelateerde films. Het project heet MEFA, het Meher Baba Europees Film Archief.

### Kinderen
Townshend heeft veel gedaan voor liefdadigheid voor kinderen. Het debuut van Pete Townshends theaterversie van Tommy vond in juli 1992 plaats in La Jolla Playhouse in San Diego. De show werd bestempeld als een benefietvoorstelling voor de Londense Nordoff-Robbins Music Therapy Foundation, een organisatie die autistische kinderen en kinderen met een achterstand helpt. In 1995 trad Townshend op voor The Children's Health Fund tijdens een door Paul Simon georganiseerd concert in Madison Square Gardens' Paramount Theatre. Het daaropvolgende jaar trad Townshend op tijdens een benefietconcert voor de Bridge School, een Californische faciliteit voor kinderen met ernstige spraakproblemen en fysieke tekortkomingen. In 1997 begon hij een relatie met de Maryvile Academy, een kinderfonds uit Chicago. Tussen 1997 en 2002 speelde Townshend vijf benefietconcerten en haalde daarmee $1.600.000 op. In navolging van dit succes werden de opbrengsten van Pete Townshend Live (1999) ook gedoneerd aan deze Academy. Als lid van The Who heeft Townshend vanaf 2000 ook een aantal concerten voor Teenage Cancer Trust gegeven, waarmee hij ook enkele miljoenen ponden ophaalde. Het bekendste concert hiervan is dat in de Royal Albert Hall, dat ook als cd/dvd uitgegeven werd onder de naam Live at The Royal Albert Hall. In 2005 trad Townshend op in de Gotham Hall in New York voor Samsungs Four Seasons of Hope, ten behoeve van een jaarlijks benefietconcert voor dit kinderfonds.

## Discografie
| Solocarrière Studioalbums 1972 – Who Came First 1980 – Empty Glass 1982 – All the Best Cowboys Have Chinese Eyes 1983 – Scoop 1985 – White City: A Novel 1986 – Another Scoop 1989 – The Iron Man: A Musical 1993 – Psychoderelict 1998 – A Benefit For Maryville Academy 2000 – Live: The Fillmore 2000 – Live: The Empire 2001 – Live: Sadler's Wells 2001 – Live: La Jolla 2001 – Scoop 3 Samenwerkingen 1970 – Happy Birthday ( Ronnie Lane ) 1972 – I Am (Ronnie Lane) 1976 – With Love (Ronnie Lane) 1977 – Rough Mix (Ronnie Lane) 1980 – Because You're Young ( David Bowie ) 1986 – Deep End Live! ( David Gilmour e.a.) 2001 – The Oceanic Concerts ( Raphael Rudd ) 2002 – Slow Burn (David Bowie) 2015 – Travelator Pt. 2 ( Jean-Michel Jarre ) | - 1990 – A Friend Is A Friend - 1994 – English Boy - 1996 – Coolwalkingsmoothtalkingstraightsmokingfirestoking - 2000 – Avatar Chronicles - 2000 – Lifehouse Chronicles - 2000 – Lifehouse Elements - 2001 – Jai Baba - 2001 – O Parvardigar - 2002 – Scooped - 2005 – Gold - 2007 – The Definitive Collection |

## Uitspraken
Een aantal uitspraken die in de loop der jaren door Pete Townshend gedaan zijn:
- "If you steer clear of quality, you're alright."[101]

"Als je wegblijft van kwaliteit, doe je het goed"
- "John [Entwistle] and I were listening to a stereo L.P. of The Beatles in which the voices come out of one side, and the backing track comes out of the other. And when you actually hear the backing tracks of The Beatles without their voices, they're flippin' lousy."[101]

"John [Entwistle] en ik waren aan het luisteren naar een lp van The Beatles, waarbij de stemmen uit de ene box kwamen en de rest uit de andere. En als je die rest hoort die uit de andere box komt – zonder hun stemmen – zijn ze niet om aan te horen." – Antwoord op de vraag of The Beatles geen kwaliteit hebben, ca. 1966
- "A song is a message, a song is a letter, nothing more, nothing less"

"Een lied is een boodschap, een lied is een brief, niets meer, niets minder."
- Russell Harty: "Is that ours or yours?" Townshend: "Dunno"[101][102]

Russell Harty: "Is die van jullie of van ons?" Townshend: "Kweenie" – Na het omvergooien van een versterker
- "Fuck off my fucking stage"

"Flikker op van mijn teringpodium!" – Tegen Abbie Hoffman, die tijdens het optreden van The Who op Woodstock het podium opgerend kwam.
- "The next fucker who walks on my stage will get fucking killed! (...) You can laugh but I mean it!"[103]

"De volgende idioot die mijn podium opkomt wordt verdomme vermoord! (...) Daar kun je wel om lachen, maar ik meen het!" – Na hetzelfde Woodstockincident.
- Bibsys: 90054562
- Biblioteca Nacional de España: XX1041825
- Bibliothèque nationale de France: cb139005297 (data)
- Catàleg d'autoritats de noms i títols de Catalunya: 981058557932306706
- CiNii: DA01180892
- Gemeinsame Normdatei: 118758543
- International Standard Name Identifier: 0000 0001 1556 1378
- Library of Congress Control Number: n85093204
- MusicBrainz: fb147b8f-0144-4418-acaa-90b2d9779840
- Bibliotheek van het Japanse parlement: 00458996
- Nationale Bibliotheek van Tsjechië: ola2002151720
- Nationale bibliotheek van Australië: 35568594
- Nationale Bibliotheek van Israël: 987007581790105171
- Nationale Bibliotheek van Polen: a0000002864170
- Nationale en Universitaire bibliotheek Zagreb: 000063724
- Nederlandse Thesaurus van Auteursnamen: 071309268
- Istituto Centrale per il Catalogo Unico: CFIV041459
- SNAC: w6sz0mhs
- Système universitaire de documentation: 077719743
- Trove: 999114
- Virtual International Authority File: 197831
- WorldCat: E39PBJpYqVt8rgTmv3c3Gy7WDq